# 船田譲
船田 譲（ふなだ ゆずる、1923年（大正12年）6月13日 - 1985年（昭和60年）8月10日）は、昭和期の教育者、政治家。栃木県知事（公選第8-10代）、参議院議員（2期）、作新学院院長。

## 来歴・人物
後に衆議院議長、自由民主党副総裁を務めた船田中の長男として栃木県に誕生する。1947年（昭和22年）東京帝国大学農学部を卒業。卒業後は、船田家が創設した作新学院に入り、中等部長などを務める。
1965年（昭和40年）に自民党公認で参議院議員通常選挙に立候補し当選。2期務めその間、大蔵政務次官などに就く。
1974年（昭和49年）に参議院議員を辞職し、栃木県知事に立候補し当選。3期務める。学者肌の知事として全国的にも知られ、在職中のことは自伝『素人知事奮戦記』（1982年）に詳しい。
1984年（昭和59年）6月頃から肝機能障害を患い虎の門病院に入退院を繰り返すことを余儀なくされ、健康上の理由から知事を退任した。退任後は、再び作新学院院長として学院の経営に当たった。1985年（昭和60年）8月10日死去、62歳。死没日をもって勲二等旭日重光章追贈、正四位に叙される。
妻の昌子は、1975年（昭和50年）作新学院中等部部長に就任。舅である中の没後に学校法人船田教育会の理事長に就任。夫の没後の1981年（昭和61年）作新学院院長に就任。のち名誉院長に就任。2008年（平成20年）9月26日死去。